# Micropsectra recurvata
Micropsectra recurvata е насекомо от разред Двукрили (Diptera), семейство Хирономидни (Chironomidae). Съществува ендемично за Гренландия.